# British National Front
Die British National Front (meist National Front oder NF genannt) ist eine britische rechtsextreme Partei, die ihre Hochzeit in den 1970er- und 1980er-Jahren hatte.

## Geschichte

### Gründungsphase

Othala-Rune auf der Flagge der National Front

Die NF wurde am 7. Februar 1967 unter dem Vorsitz von A. K. Chesterton, Cousin des Autors G.K. Chesterton und vormaliger Führer der League of Empire Loyalists (LEL), gegründet. Ihr Ziel war es zum einen, Einwanderung und eine Politik des Multikulturalismus zu bekämpfen, zum anderen wollten sie auch multilaterale Abkommen und Institutionen wie die Vereinten Nationen oder den Nordatlantikpakt (NATO) blockieren, die bilaterale Abkommen zwischen Staaten ersetzen sollten. Die neue Bewegung drängte die LEL in eine andauernde Koalition mit der British National Party und einem Drittel der von Robin Beauclair geführten Racial Preservation Society. Es existierte zwar ein Bann, der den Eintritt von neonazistischen Gruppen in die Partei verhindern sollte, Mitglieder der neonazistischen Greater Britain Movement von John Tyndall umgingen dieses Verbot jedoch, indem sie als Privatpersonen eintraten.

### Hochphase in den 1970ern
Die NF wuchs während der 1970er-Jahre und hatte 1974 14.000 Mitglieder. In Kommunalwahlen erzielte die Partei besonders gute Ergebnisse. So erhielt die NF (zusammen mit einer Splittergruppe) 44 Prozent der abgegebenen Stimmen in Deptford und schlug damit beinahe den Labour-Kandidaten. In drei Nachwahlen zum Parlament errang die NF den dritten Platz, wobei jedoch anzumerken ist, dass sie nur in einem dieser Fälle – der Newham-Nachwahl von 1975, bei der der ehemalige Kandidat der Communist Party of Great Britain Mike Lobb für den NF antrat – mehr Stimmen als die Conservative Party erhielt.
Die Wählerbasis der NF bestand vor allem aus Arbeitern und Selbstständigen, die sich gegen die angebliche Bedrohung durch ausländische Arbeitskräfte aussprachen. Außerdem zog die Partei einige desillusionierte Mitglieder der Conservative Party an, die viel Expertise und Ansehen in die NF einbrachten. Von besonderer Bedeutung war hierbei der so genannte Monday Club, der sich bei den Konservativen als Reaktion auf Harold MacMillans Winds of Change-Rede gegründet hatte. Politische Basis der NF waren Anti-Kommunismus und -Liberalismus, Unterstützung für die Ulster-Loyalisten in Nordirland, Widerstand gegen die Europäische Wirtschaftsgemeinschaft und die Befürwortung der Zwangsausweisung von neuen Immigranten aus dem Commonwealth, die aufgrund des damaligen Pass-Systems zu dieser Zeit als gleichberechtigte Bürger nach Großbritannien einreisen konnten.
Die NF war bekannt für ihre lautstarken Demonstrationen, die in den 1970ern ein häufiger Anblick waren, vor allem in London, wo sich die NF oft Gegendemonstrationen von Gruppen wie der International Marxist Group von Tariq Ali oder später der Anti Nazi League der Socialist Workers Party gegenübersah. Gegner der NF betrachteten diese als neofaschistische Organisation; ihre Aktivitäten werden auch heute noch von antirassistischen Gruppen wie Searchlight oder Unite Against Fascism bekämpft.
Die NF wurde zuerst von Chesterton angeführt, der die Partei verließ, nachdem die Hälfte des Vorstandes (angeführt vom Hauptfinanzier des NF, Gordon Marshall – auch bekannt als „Gordon Brown“) ihm das Vertrauen entzogen hatte. Er wurde 1970 durch den ehemaligen Konservativen John O’Brien, einen Unterstützer von Enoch Powell, ersetzt. O’Brien zog sich jedoch zurück, als er bemerkte, dass die leitenden Funktionen systematisch von ehemaligen Mitgliedern des Greater Britain Movement übernommen wurden. Diese wollten damit erreichen, dass die Partei von John Tyndall und seinem Stellvertreter, Martin Webster, dominiert werden konnte. O’Brien und die Schatzmeisterin der NF, Clare McDonald, überführten eine kleine Gruppe von Anhängern in die National Independence Party von John Davis und überließen die Führung Tyndall und Webster.
Im Jahr 1973 konnte die NF einen Erfolg bei einer Nachwahl in West Bromwich erringen: Die Partei erreichte mit 16 Prozent der Stimmen den dritten Platz und erhielt das einzige Mal in ihrer Geschichte ihr Wahl-Pfand zurück (Kandidaten müssen vor der Wahl ein Pfand hinterlegen, das sie beim Erreichen einer bestimmten Stimmenzahl zurückerhalten). Grund für den großen Erfolg war vor allem die vom Kandidaten Martin Webster angenommene Rolle des netten „Big Mart“ und die teure Wahlkampagne, bei der Busladungen von Unterstützern in den Bezirk gekarrt wurden. In der Folgezeit erzielte die Partei ansehnliche Erfolge, konnte jedoch nie einen Sitz direkt in einer Wahl erlangen. Einzige Ausnahme war ein Sitz bei den Nachwahlen zum Stadtrat von Carrickfergus in Nordirland 1975, bei der der Gegenkandidat ausschied.
Im Jahr 1974 enthüllte die Dokumentation This Week des Fernsehsenders ITV die neonazistische Vergangenheit (und andauernden Verbindungen in der Gegenwart) von Tyndall und Webster. Dies führte zwei Wochen später zu einem turbulenten Parteitag, bei der der Parteivorsitz an den Populisten John Kingsley Read überging. Dieser und seine Unterstützer wurden jedoch bereits nach kurzer Zeit aus der Partei gedrängt – nicht zuletzt durch die Einschüchterungsversuche der „Ehrengarde“ von Tyndall –, und Tyndall kehrte an die Spitze der NF zurück. Read formierte im Anschluss die kurzlebige National Party, die zwei Ratssitze bei den Wahlen in Blackburn 1976 erlangen konnte.

### Niedergang in den 1980ern
Seit dem Jahr 1979 verlor die National Front an Einfluss im politischen Geschehen Großbritanniens. Der Aufstieg der Konservativen unter Margaret Thatcher und ihre restriktiven Positionen zu Einwanderung und Innenpolitik beförderten die NF vollkommen ins Abseits. Viele ehemalige Tories kehrten wieder in ihre politische Heimstatt zurück. Zusätzlich brachte Tyndalls kurzfristige Entscheidung, das Antreten von insgesamt 303 Kandidaten zu finanzieren, um den Anschein von wachsender Stärke zu erwecken, die Partei an den Rand des Ruins, da sämtliche Wahl-Pfänder in Höhe von je 150 Pfund verloren gingen (die meisten Kandidaturen existierten nur auf dem Papier, und es fand kein wirklicher Wahlkampf statt). Tyndalls Führungsanspruch wurde von Andrew Fountaine infrage gestellt, und dieser formierte, nachdem er von Tyndall entmachtet worden war, eine Abspaltung, die NF Constitutional Movement. Die einflussreiche Gruppe in Leicester spaltete sich zu dieser Zeit ebenfalls ab und endete in der kurzlebigen British Democratic Party. Angesichts dieses dramatischen Zusammenschmelzens der Partei wurde Tyndall aus der Partei ausgeschlossen und durch Andrew Brons an der Parteispitze ersetzt. Tyndall formierte seine eigene New National Front, die jedoch gerichtlich zur Umbenennung gezwungen wurde.  Tyndall entschloss sich, die NNF in British National Party (BNP) umzubenennen – aus der ursprünglichen BNP waren er und seine Getreuen ausgeschlossen worden. Die BNP verdrängte in der Folgezeit die National Front von ihrem Platz als dominante Partei am äußeren rechten Rand.
Der Niedergang der Partei in den 1980er Jahren vollzog sich rasch, wenngleich es der Partei gelang, eine gewisse Unterstützung in den West Midlands und in Teilen von London zu erlangen. Die Partei versuchte mehrmals vergeblich, in Nordirland eine Anhängerschaft zu gewinnen. Ihre Gegner betrachteten die NF als eine Skinhead-Partei mit kaum verhüllten neonazistischen Ansichten – eine Sichtweise, der die Partei lautstark widersprach (und die auch viele Skinheads nicht akzeptierten). Entgegen verbreiteter Meinung und der Darstellung durch die Boulevardpresse (auch Searchlight vertrat diese Ansicht) verlor die NF einen großen Anteil ihrer aus der Oi!-Szene rekrutierten Anhängerschaft als Ergebnis ihrer Unterstützung radikal-islamischer Positionen, wie die von Louis Farrakhan und Ajatollah Chomeini. Diese verlorenen Anhänger schlossen sich in der Folgezeit der British National Party, dem rasch niedergehenden British Movement oder auch dem Neonazi-Netzwerk von Blood and Honour an.

### Spaltung
Ende der 1980er spaltete sich die Partei in zwei Hälften. Hierbei spielte vor allem das Konzept des „Politischen Soldaten“ eine herausragende Rolle, das von jungen Radikalen wie Nick Griffin, Patrick Harrington, Phil Edwards und Derek Holland vertreten wurde, die als Official National Front oder Third Way bekannt wurden. Unter der Führung der „Politischen Soldaten“ verlor die NF ihr Interesse an Wahlen und bevorzugte eine mehr revolutionäre Strategie. Auf der anderen Seite stand die Flag Group, die aus den Traditionalisten wie Ian Anderson, Martin Wingfield, Tina „Tin-Tin“ Wingfield und Steve Brady bestand und unter dem Banner der NF zu den Parlamentswahlen 1987 antrat. Die Flag Group startete einige eher dilettantische politische Unternehmungen; die Ideen des Social Credit und des Distributismus erlangten eine gewisse Popularität, wie immer jedoch stand eigentlich die Einwanderungspolitik (race relations) im Zentrum der Aufmerksamkeit. Im Jahr 1990 verteilten sich die Politischen Soldaten auf Gruppen wie Third Way und die International Third Position (ITP) und überließen damit der Flag Group die Kontrolle über die NF, deren Vorsitzende dann Ian Anderson und Martin Wingfield wurden.

### Namensänderung inNational Democrats
In gleichem Maße wie die BNP in den 1990er-Jahren wuchs, schrumpfte die NF. In der Folge beschloss Ian Anderson, den Namen der Partei zu ändern und 1995 einen neuen Start als National Democrats zu versuchen. Dieser Schachzug erwies sich als sehr unpopulär (die Ergebnisse der Abstimmung über die Namensänderung wurden von vielen angezweifelt), und mehr als die Hälfte der 600 Mitglieder firmierten weiterhin unter dem Namen National Front. Die National Democrats brachten für eine Weile die alte NF-Zeitschrift The Flag heraus und schlugen 1997 die NF bei den Nachwahlen in Uxbridge (die beiden Parteivorsitzenden standen sich hierbei als Kandidaten gegenüber). Die NF dagegen startete eine neue Zeitschrift, The Flame, die bis heute in unregelmäßiger Folge erscheint.

### Gegenwärtige National Front
Die NF ist gegenwärtig weitestgehend unbedeutend. Bei Wahlen kann die Partei keine nennenswerten Erfolge verzeichnen. Gegenwärtiger Vorsitzender ist  Tony Martin. Die NF stellte 12 Kandidaten bei den Parlamentswahlen 2005, wobei es keinem von ihnen gelang, ihr Wahlpfand zurückzuerhalten; insgesamt erhielt die Partei 7148 Stimmen. Die NF unterhält Verbindungen zu loyalistischen paramilitärischen Gruppen in Nordirland.
Während früher führende Vertreter der Partei durch Holocaustleugnung von sich reden machten, hält sich die NF mittlerweile in offiziellen Parteiverlautbarungen mit explizit antisemitischen Äußerungen eher zurück und vertritt stattdessen ethnopluralistische Positionen. Mit Kampagnen für „Einwanderungsstopp“ oder „Redefreiheit“ versucht sie an fremdenfeindliche Ressentiments zu appellieren. Nachdem die British National Party (aufgrund eines Gerichtsurteils) seit 2010 auch Nicht-Weißen eine Parteimitgliedschaft formal ermöglichen muss, beansprucht die NF, sich als einzige britische Partei durch „white purity“ auszuzeichnen (was angeblich auch Übertritte von der BNP zur NF zur Folge hatte).

## Veröffentlichungen von Wikileaks
2008 wurden auf der Enthüllungsplattform Wikileaks die Namen und Adressen von Mitgliedern der British National Front veröffentlicht.